# キームルィ
座標: 北緯56度52分 東経37度21分 / 北緯56.867度 東経37.350度

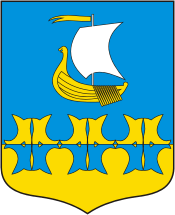
キームルィ市の紋章

キームルィ（ロシア語: Кимры, Kimry）は、ロシアのトヴェリ州にある都市。人口は4万875人（2021年）。モスクワから北へ200km、州都トヴェリからは東へ133km。ヴォルガ川とキムルカ川の合流点にある。

## 地理と気候

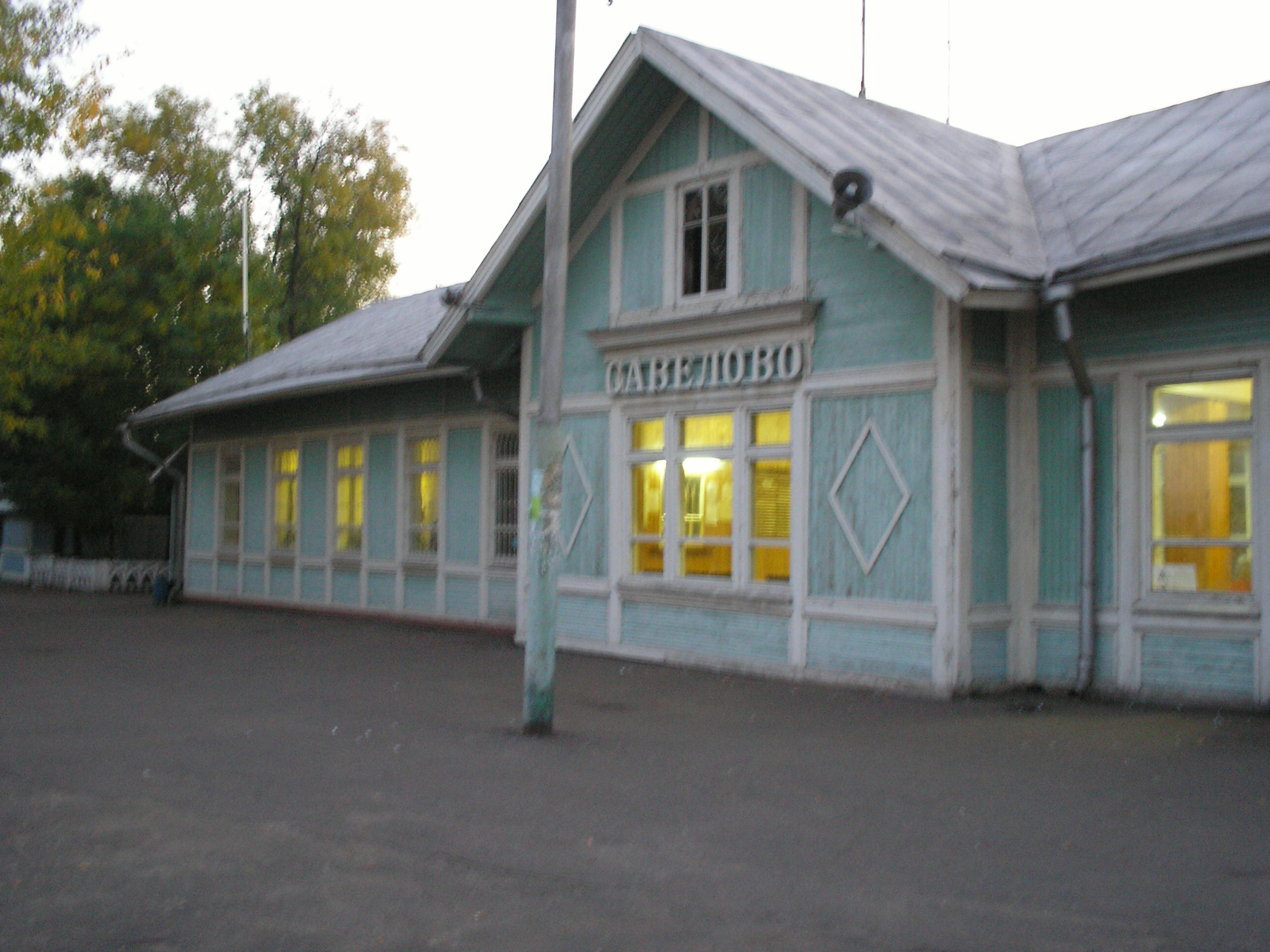
サヴョロヴォ駅

キームルィはヴォルガ川のウグリチダム湖の両岸にまたがる街である。キームルィの本来の市街地は川の左岸（北）でキムルカ川が合流しており、右岸（南）はサヴョロヴォ（Савёлово）という別の町であった。両岸は1980年代前半に長さ554mの橋が架かるまでフェリーで結ばれていた。
キームルィの中心には駅はないが、対岸のサヴョロヴォにはターミナル駅がある。1900年に開通したサヴョロヴォ駅は1978年に電化され、現在はモスクワへの通勤電車（エレクトリーチカ）の終点になっている。モスクワ側の終点はサヴョーロフスキー駅であり、地下鉄サヴョーロフスカヤ駅などサヴョロヴォの名を採った駅名などがつけられている。サヴョロヴォからはウグリチやカリャージンやルイビンスクなどヴォルガ川沿いの町へも鉄道が走っているが、これらの路線は非電化のままである。
最寄りの都市は、17km南西にあるモスクワ州北端の物理学研究都市ドゥブナと、18km南東にあるモスクワ州タルドム。
キームルィの気候は大陸性気候でモスクワの気候と似通っている。冬は乾燥し気温はマイナス10度からマイナス20度となり、夏は20度から25度に達する。年平均降水量は600mmから650mm。

## 歴史

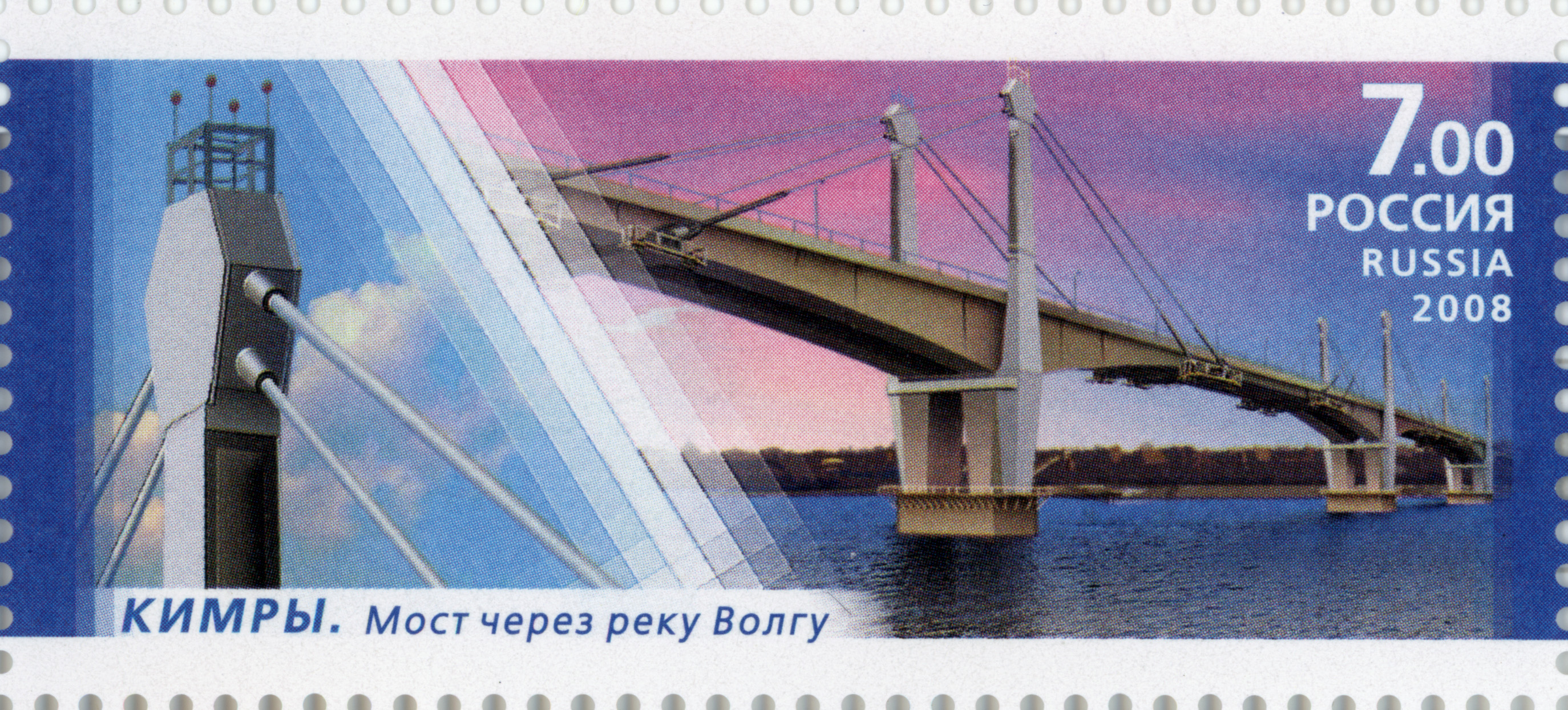
キームルイのヴォルガ川に架かる橋。2008年発行のロシアの切手より

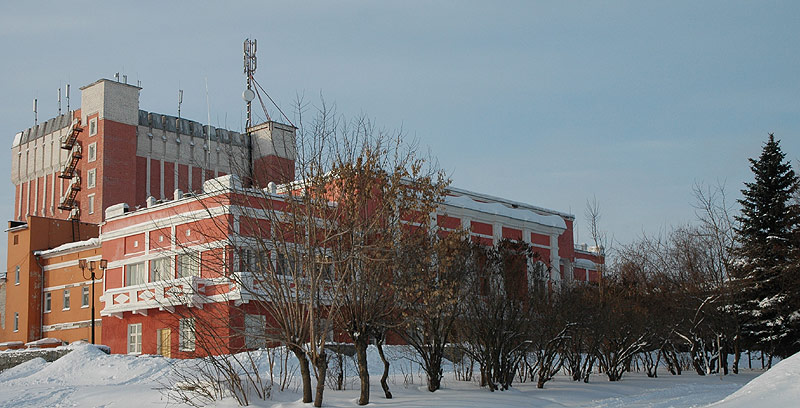
キームルィの劇場

キームルィは1546年の記録に初出する。当時はヴォルガ左岸（北岸）にある靴製造と漁業と交易の村であった。キームルィの紋章や旗には今も、ヴォルガ川を行く帆船のほかに靴の絵が描かれている。20世紀まではキームラ（Кимра）と呼ばれたが、この地名およびキムルカ川の名はおそらくかつてヴォルガ上流に多く住んでいたフィン・ウゴル語派の言葉に由来すると考えられる。
16世紀から17世紀、キームルィにはサルティコフ家、スカヴロンスキム家、サモイロフ家などの貴族の屋敷が並び、その領地となっていた。19世紀半ばにようやく貴族の所有地から国有に移された。18世紀には靴製造業はますます発展し、ロシアの靴産業の中心地となった。ソビエト連邦時代には「赤い星」工場のブーツなどが有名だった。
キームルィの対岸にはサヴョロヴォの村があり、モスクワと鉄道でつながった1900年以降町として発展し始めた。キームルィは1917年に市となり、1935年にモスクワ州からトヴェリ州へと移管された。
キームルィはソビエト連邦時代の作家アレクサンドル・アレクサンドロヴィチ・ファデーエフ（1901年 - 1956年）の生地でもある。

## 経済と文化

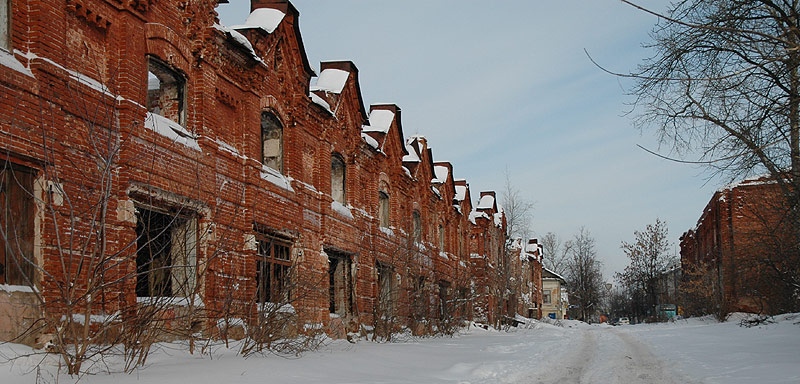
キームルィ市街

キームルィは現在も靴製造が盛んだが、その他には繊維工場、製材工場、機械工場などがある。また周囲の魅力的な農村での観光も重要な産業になり始めている。
キームルィの市内には今も木造の建物や、19世紀から20世紀初頭に建てられた商家などが残る。20世紀前半にはアール・ヌーヴォー様式の木造の邸宅が富裕な商人らにより建てられた。昇天聖堂（ヴォズネセンスキー聖堂）や救世主顕栄大聖堂もこの時代の代表的な建物である。